# Mango (Tonga)
Mango (auch: Komango, Mago) ist eine Insel im Archipel Haʻapai, die zum Königreich Tonga gehört.

## Geographie
Die Insel liegt zusammen mit der „kleinen Schwester“ Mango Iki im Zentrum der Nomuka-Group in ʻOtu Muʻomuʻa südlich von Nukufaiau. Im Westen der relativ langgestreckten Insel liegen zahlreiche Riffe: Lua Meamea, Ngalualua, Lua Aleingongo, Lua Kafa, Afu Ngalalu und Lua Fasi. Im Westen sind die nächstgelegenen Inseln Toka Vevili und Nomuka Iki.
Die Insel steigt am Mango Hill bis auf 27 m Höhe an.

## Klima
Das Klima ist tropisch heiß, wird jedoch von ständig wehenden Winden gemäßigt. Ebenso wie die anderen Inseln der Haʻapai-Gruppe wird Mango gelegentlich von Zyklonen heimgesucht.

## Vulkanausbruch des Hunga Tonga 2022
Beim Vulkanausbruch des Hunga Tonga-Hunga Haʻapai im Januar 2022 wurden laut Regierungsangaben alle Häuser durch eine Tsunamiwelle zerstört. Die überlebende Bevölkerung musste daher evakuiert werden. Offiziell bestätigt wurden eine Tote sowie mehrere Verletzte. Der Vulkan befindet sich mehr als 70 Kilometer südwestlich der Insel.